# Markus Wasmeier
Markus Wasmeier (Schliersee, 9. rujna 1963.) je bivši njemački alpski skijaš. 
Iznenadio je skijaški svijet 1985. godine pobjedom u veleslalomu na SP u Bormiu iako do tada nije imao niti jednu pobjedu u Svjetskom kupu. Osim tog naslova svjetskog prvaka ima i dva naslova olimpijskog pobjednika iz veleslaloma i super-veleslaloma sa Zimskih igara u Lillehammeru 1994. godine. Uz tâ tri zlata ima i broncu sa svjetskog prvenstva u Crans Montani.
U Svjetskom kupu zabilježio je 9 pobjeda, pretežito u brzim disciplinama. 1994. godine proglašen je sportašem Njemačke.

## Pobjede u Svjetskom kupu
| Datum              | Skijalište  | Disciplina  |
| ------------------ | ----------- | ----------- |
| 9. veljače 1986.   | Morzine     | Kombinacija |
| 9. veljače 1986.   | Morzine     | Super G     |
| 16. ožujka 1986.   | Whistler    | Super G     |
| 6. prosinca 1986.  | Val d'Isère | Super G     |
| 11. siječnja 1987. | Garmisch    | Super G     |
| 17. siječnja 1987. | Wengen      | Spust       |
| 10. siječnja 1988. | Val d'Isère | Super G     |
| 17. ožujka 1991.   | Lake Louise | Super G     |
| 11. siječnja 1992. | Garmisch    | Spust       |

## Vanjske poveznice
- Osobna stranica